# Крапивник
Крапи́вник, или подкоре́нник, оре́шек (лат. Troglodytes troglodytes) — вид птиц семейства крапивниковых (Troglodytidae). Выделяют 28 подвидов. Единственный представитель семейства, обитающий в Америке, Евразии и Северной Африке. Внешне похож на пушистый шар с поднятым торчком коротким хвостом. Птица очень подвижная, с громким голосом — самцы помечают свою обширную территорию, сидя на каком-нибудь возвышении и распевая свою своеобразную, торопливую песню, состоящую из очень звучных быстрых трелей.

## История научного названия
В 1555 году немецкий натуралист Конрад Геснер описал крапивника в пятитомном труде Historiae animalium, дав ему название Passer troglodyte.
В зоологической литературе крапивник был впервые описан основоположником научной биологической систематики Карлом Линнеем в 1758 году, в десятом издании его «Системы природы». Линней ссылался на работу Конрада, но дал птице название Motacilla troglodytes.
Научное название вида, Troglodytes troglodytes, происходит от древнегреческого слова τρωγλοδύτης, что буквально означает «обитающий в пещере». По-видимому, это имя было дано птице благодаря особому способу гнездования — в толстостенной шарообразной постройке, со стороны напоминающей пещеру. Саму птицу древние греки называли τροχίλος (иногда τροχῖλος или τροχεῖλος).

## Филогенетическое положение

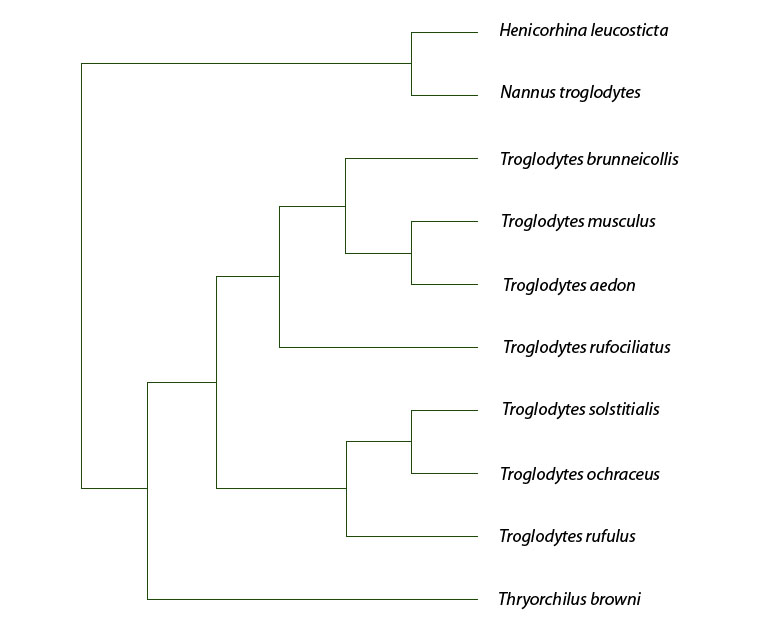
Кладограмма крапивниковых, предложенная группой Натана Райса (США) на основе сравнения последовательностей митохондриальной ДНК

Согласно классическим представлениям, крапивника относят к роду настоящие крапивники (Troglodytes), наравне с ещё несколькими видами семейства крапивниковых, такими как T. musculus, T. aedon и T. rufociliatus. Вплоть до конца 1990-х годов среди орнитологов имелся определённый консенсус относительно систематического положения данного таксона. Однако в 1999 году появились результаты исследования группы Натана Райса из Университета Канзаса (США), основанные на сравнении последовательностей митохондриальной ДНК разных видов. Для большинства видов этого рода результаты подтвердили классическую схему эволюционного происхождения, однако сам крапивник показал более отдалённое родство с остальной группой, нежели это считалось ранее. В результате было решено выделить крапивника в отдельный монотипический род Nannus и трактовать его как Nannus troglodytes. Использованный метод в настоящее время не получил всеобщего одобрения, а полученный генетический материал недостаточен для подтверждения этой гипотезы. Исследования в этом направлении продолжаются.

## Описание

### Внешний вид
Крапивник — одна из самых маленьких европейских птиц, его длина составляет всего 9—10,5 см, что почти вдвое меньше домового воробья, размах крыльев 15—17 см, а вес около 8—12 г. Телосложение плотное, с короткой шеей и большой головой. Оперение мягкое, пушистое, в верхней части тела рыжевато-бурое, в нижней буровато-серое. По всему телу имеются поперечные тёмные волнообразные бороздки, которые наиболее ярко выражены на маховых перьях первого и второго порядка крыльев и на кроющих хвоста, из-за чего тело кажется полосатым. Крылья короткие, закруглённые. Хвост также непропорционально короткий (ок. 3,5 см) и зачастую вздёрнут вертикально вверх. Клюв шиловидный, тонкий, слегка загнут вниз. На бровях видны белые полоски перьев, иногда нечётко выраженные. Ноги очень сильные, розоватого цвета. Самцы и самки внешне друг от друга не отличаются. Молодые птицы также существенных отличий не имеют, хотя у них на спине преобладают ржаво-красные тона, а на голове перья светло-коричневые, с тёмными каёмками на вершинах, которые у взрослых птиц не выражены.

### Пение

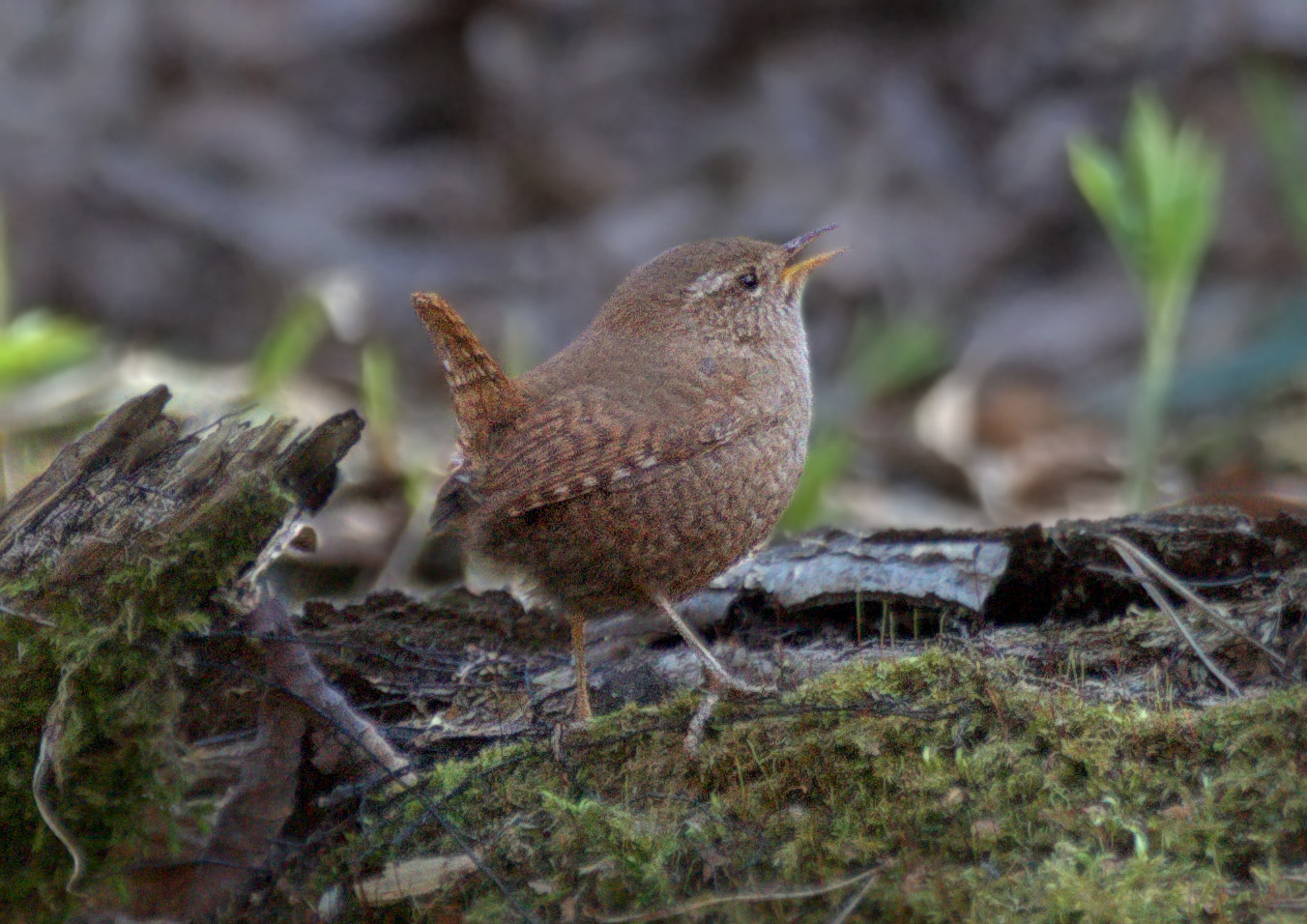
Поющий крапивник

Песня у крапивника громкая, напоминает голос канарейки и включает в себя сочетание различных трелей с характерным сухим треском, звенящих на высокой ноте. Как выразился немецкий натуралист XIX века Альфред Брем, песня крапивника состоит из «длинной сюиты разнообразно сменяющихся высоких флейтовых тонов, которые на середине довольно продолжительной песни переходят в звучную постепенно замирающую трель, последняя повторяется часто и к концу песни, составляя как бы её заключение». На необычно громкое звучание крапивника ссылаются многие авторы — например, выдающийся российский орнитолог Сергей Бутурлин замечает, что «пение крапивника вблизи, например, в комнате, прямо оглушает, и невольно удивляешься, как может такая маленькая птичка петь громче жаворонка или зяблика». Поют крапивники почти круглый год, ненадолго прерываясь на время линьки, которая у них приходится на июль — сентябрь. Во время пения усаживаются на какое-либо возвышение — пенёк, кучу валежника или ветку сосны или ели. Неожиданно оборвав трель, тут же опускаются на землю и прячутся среди густых зарослей подлеска или корней поваленных деревьев.
Замечено, что характер пения европейских птиц заметно отличается от их американских собратьев, но ещё большее различие наблюдается в самой Северной Америке, где две популяции (западная и восточная) территориально отделены друг от друга. Проведя исследования на голосовые различия, орнитологи выдвинули гипотезу, что первоначально американские западные крапивники отклонились от восточной популяции, а в дальнейшем положили начало популяциям Старого Света.

### Отличия от близких видов
- Оперение верхней части тела домового крапивника (Troglodytes aedon) бурое, тогда как у обыкновенного рыжевато-бурое. Нижняя часть тела домового крапивника выглядит значительно светлее.
- У травяного короткоклювого крапивника (Cistothorus platensis) на спине и верхней части головы имеются полоски белых перьев, которые у обыкновенного крапивника отсутствуют.
- Скальный длинноклювый крапивник (Salpinctes obsoletus) заметно крупнее, и к тому же его серое брюшко и бурая спина резко контрастируют между собой, тогда как у обыкновенного крапивника эта разница менее ярко выражена[18].

## Распространение

### Ареал
Крапивники распространены как в Евразии и Северной Африке, так и в  Северной Америке. Полагают, что изначально крапивник был исключительно американским видом, поскольку все остальные виды семейства крапивниковых (а их более 60) обитают исключительно в Новом Свете. Вероятнее всего, на территорию Азии, а затем Европы и Африки, он попал через «Берингийский мост» — существовавший когда-то широкий перешеек между Америкой и Азией на месте нынешнего Берингова пролива.

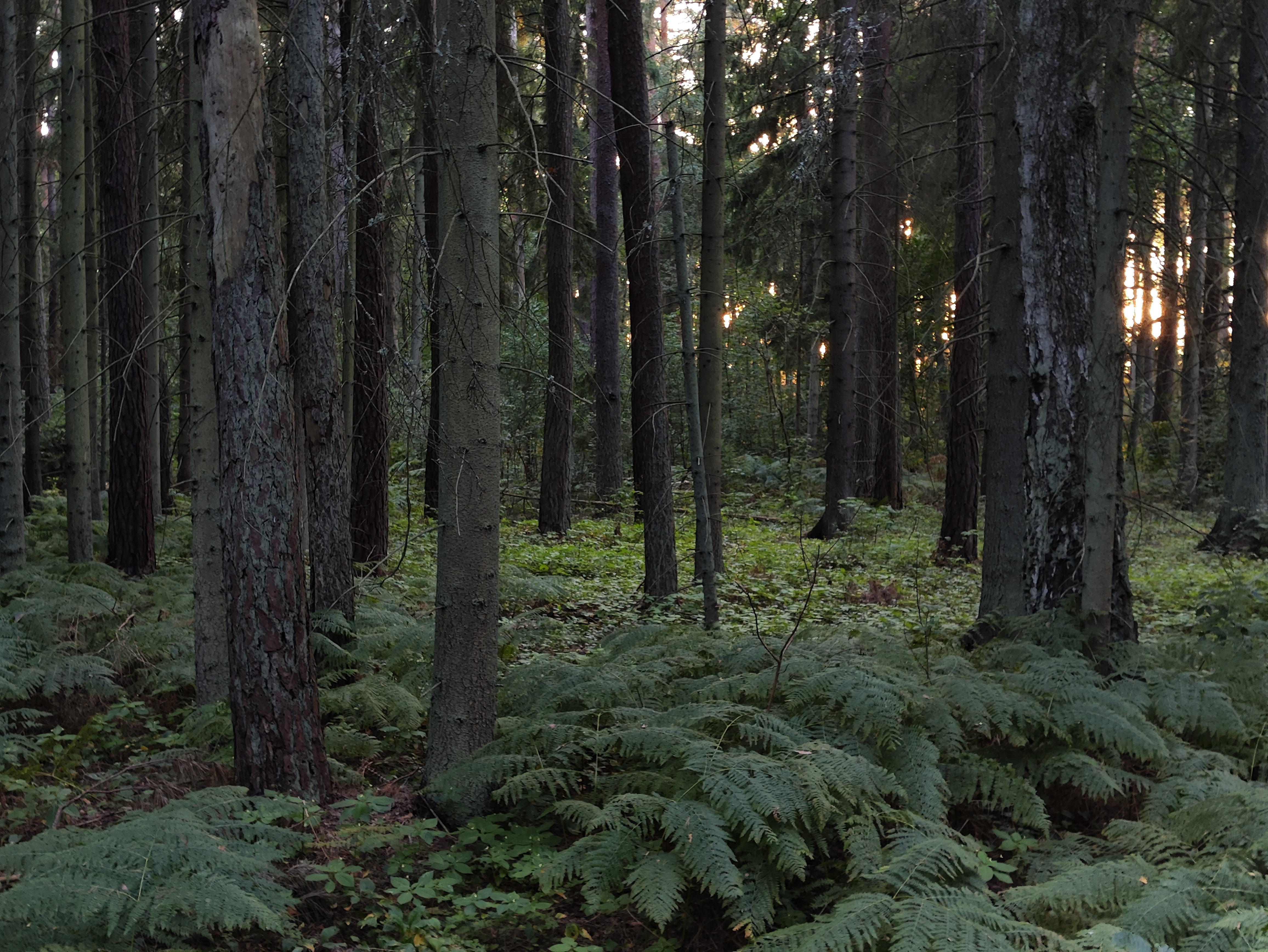
Типичное место обитания крапивника — сырой хвойный лес с густым подлеском и поваленными деревьями

В континентальной части Северной Америки имеются две территориально разделённые между собой гнездовые популяции. «Восточная» включает в себя юго-восток Канады (южные районы провинций Онтарио, Квебек, Нью-Брансуик, Манитоба, а также о. Ньюфаундленд) и северо-восток США (Новая Англия и районы Великих озёр). Большинство птиц этой популяции в зимнее время мигрируют в южные и юго-восточные регионы США и северо-восточные регионы Мексики. В «западную» популяцию входят птицы юга Аляски, Британской Колумбии, Айдахо, Вашингтона, Орегона и Северной Калифорнии. Птицы этой популяции либо ведут оседлый образ жизни, либо кочуют на небольшие расстояния. Несколько различающихся между собой подвидов живут оседло на Алеутских и других прилегающих к Аляске островах.
В Европе обитают почти повсеместно, отсутствуя лишь в северной части Скандинавии и в Российской Федерации севернее Архангельской, Вологодской, Пермской областей и Карелии, а также в низовьях Волги. Полагают, что северная граница их ареала проходит вдоль январской изотермы в −7 °C. На большей части территории Европы птицы живут оседло либо кочуют на небольшие расстояния и лишь на северо-западе России и Скандинавии в зимнее время мигрируют. На юге Европейской части России, за исключением Кавказа, птицы встречаются только в зимнее время. В Азии встречаются на обширной территории от Малой Азии до Дальнего Востока, Курильских, Командорских островов и Японии.
Обитают в Турции, на Кипре, в Ливане, Средней и Центральной Азии, Казахстане, севере Китая, на Корейском полуострове и Гималаях. В Индии обитают на севере страны. В Сибири и на Дальнем Востоке встречаются восточнее Баргузинского хребта, верховьев рек Олёкма и Витим и Южного Забайкалья. В Азии мигрируют птицы, гнездящиеся в Восточной Сибири, Дальнем Востоке и на о. Сахалин. Подвиды, обитающие на островах Японии, ведут оседлый образ жизни. В Северной Африке встречаются вдоль побережья Средиземного моря и в Атласских горах в Марокко.

### Местообитания
Места обитания крапивника — сырые хвойные и тёмные смешанные, реже лиственные леса с густым подлеском и захламлённым валежником, заросшие овраги, пустыри, прибрежные заросли рек и ручьёв, вересковые пустоши, иногда культивируемые человеком ландшафты: сады и парки с живыми изгородями и поросшие травой. В некоторых случаях, как, например, на Командорских островах, он селится среди скал с редким кустарником. Как правило, гнездится недалеко от воды. Держится около земли, проворно пробираясь среди зарослей и бурелома. Летает неохотно, на небольшие расстояния и по прямой линии. Избегает открытых пространств, в случае опасности укрытие ищет на земле. По некоторым сведениям, подобно мышам способен передвигаться под снегом. Крапивники уживаются как в низинной, так и гористой местности: например, в горах Тянь-Шаня он населяет хвойные леса на высоте от 1400 до 3000 м, а в Непале встречается на высоте от 2500 до 4800 м над уровнем моря.

## Социальное поведение
В отличие от многих других видов семейства, обитающих в тропическом и субтропическом климате, крапивники обычно живут одиночно либо парами и строго придерживаются своей территории, охраняя её от других птиц. Однако в ночное время птицы собираются группами, выбирая для ночлега какое-нибудь наземное укрытие — корневище дерева, углубление в земле либо другой укромный уголок. В одном месте таких птиц обычно собирается до 10 особей, хотя известны случаи, когда в Северной Америке в одном укрытии была обнаружена 31 птица, а в Европе даже 96. В укрытиях птицы держатся прижавшись друг к другу в несколько слоёв по кругу, при этом повернувшись головой к центру. Считается, что таким образом птицы сохраняют своё тепло в северные холодные ночи.

## Размножение

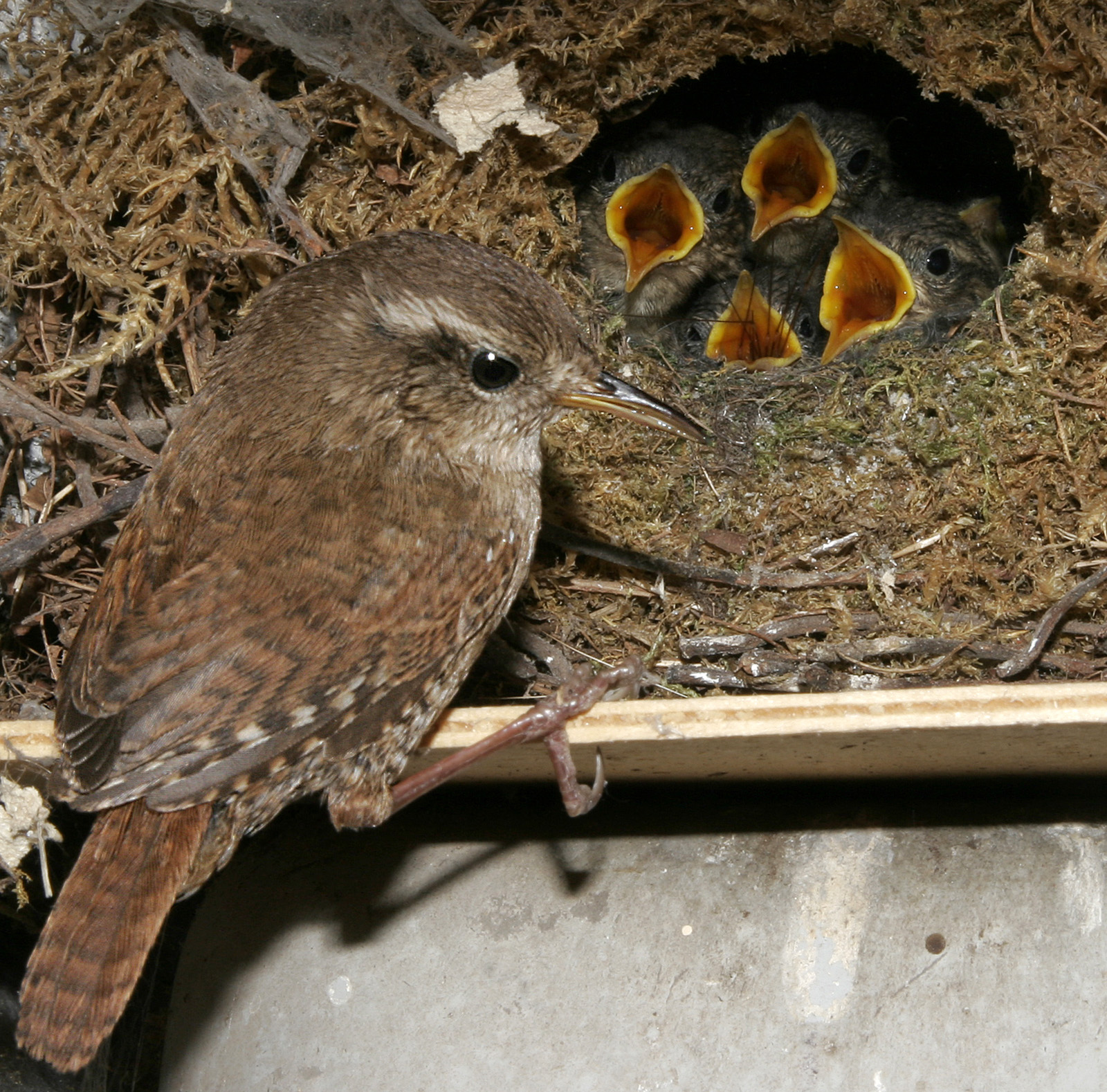
Крапивник возле гнезда

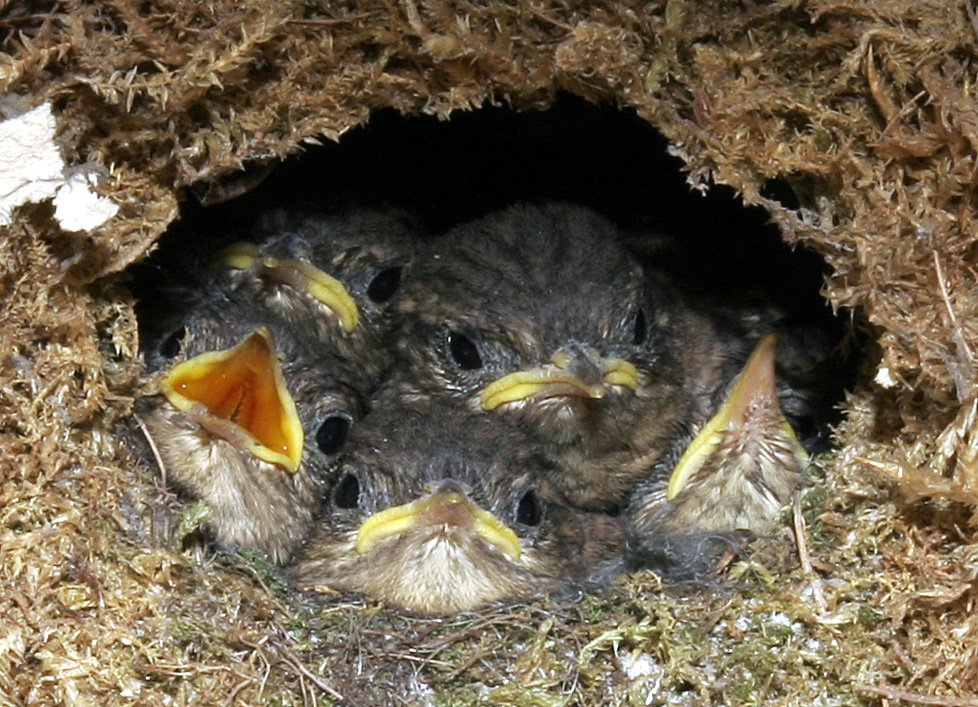
Птенцы крапивника в гнезде

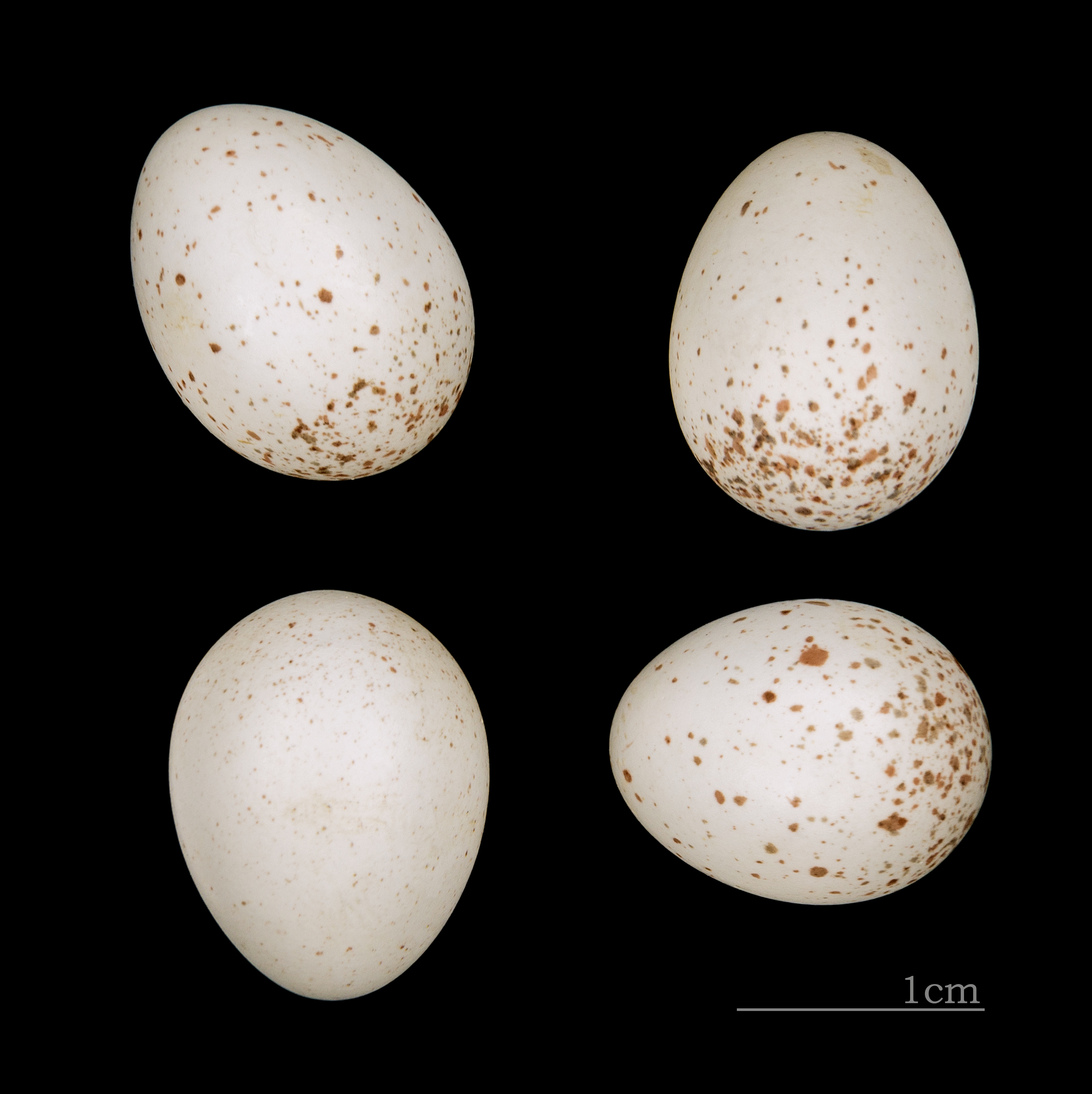
Troglodytes troglodytes

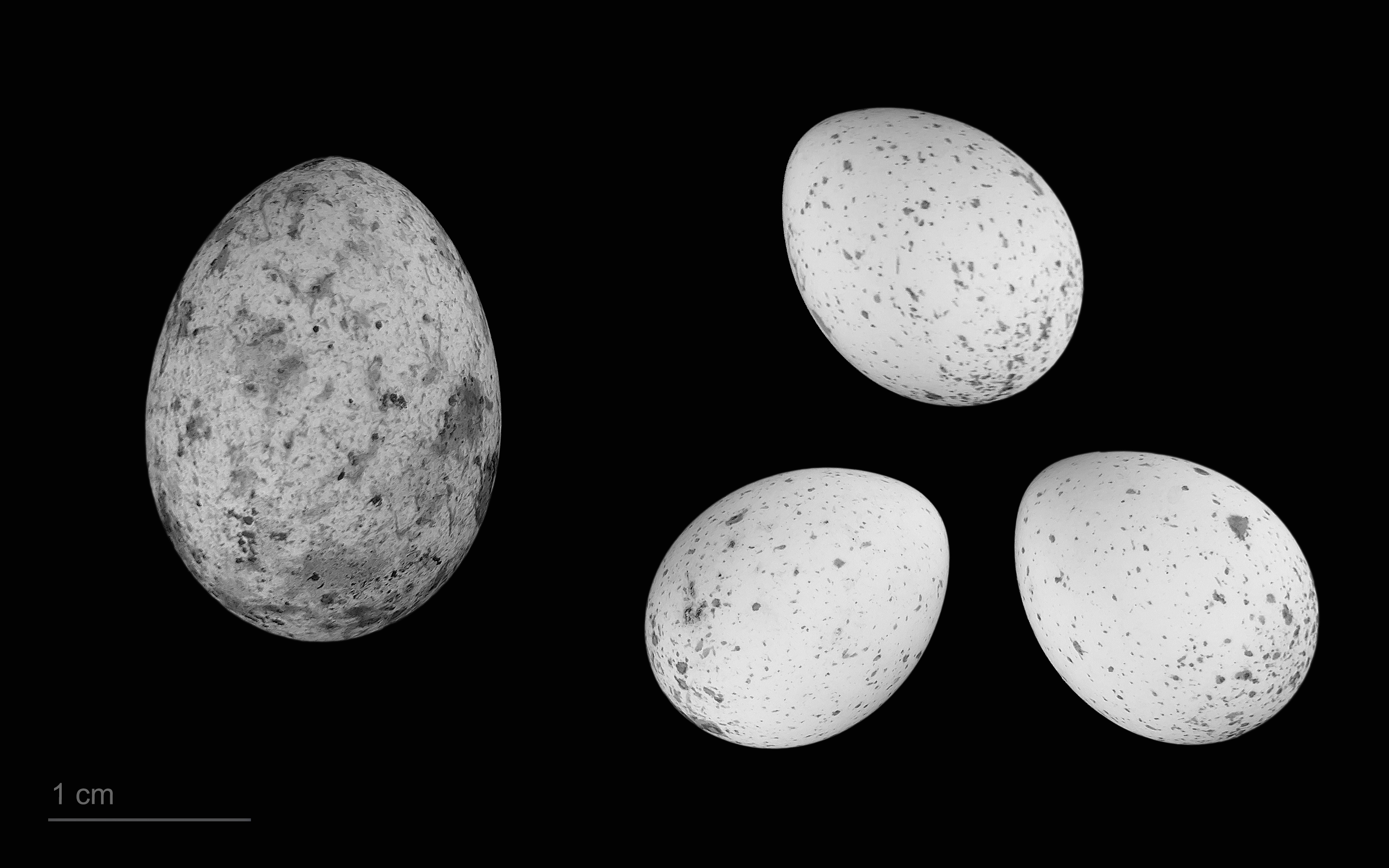
яйцо Cuculus canorus canorus — Troglodytes troglodytes — Тулузский музеум

Половая зрелость наступает уже на следующий год после вылупления. В случае миграции крапивник появляется в местах гнездовий относительно рано, ещё когда лежит снег. В северной части Российской Федерации он, как правило, появляется в первой половине апреля, а, например, в Южном Забайкалье только в конце мая. О прилёте птиц можно узнать очень быстро, так как самец занимает территорию и сразу начинает издавать трескучие позывные крики. Район выбирается тщательно — это должна быть территория с многочисленными местами для укрытий — например, густой кустарник или группа поваленных деревьев. Самец самостоятельно приступает к строительству большого количества гнёзд, что для других птиц не характерно (однако подобную стратегию практикуют и другие виды семейства крапивниковых). У крапивника таких гнёзд бывает 6—12, хотя на западе Северной Америки их обычно меньше. Причина, по которой птицы тратят массу своей энергии на возведение такого количества неиспользуемых впоследствии гнёзд, неизвестна, однако в ходе экспериментов установлено, что самки отдают предпочтение самцам с бо́льшим количеством построек. Каждое гнездо устанавливается невысоко над землёй либо прямо на земле — между корней и веток лежащего дерева, в низком щелевидном дупле, на берегу ручья, и представляет из собой шарообразное образование с толстыми стенками общим диаметром 90—120 мм с маленьким (около 50 мм в диаметре) боковым входным отверстием. В качестве строительного материала могут использоваться еловые прутики, листья папоротника, сухие травинки, лишайник или любой подобный находящийся поблизости материал. Непременным атрибутом готового гнезда служат комки зелёного мха и сухие прошлогодние листья. Как правило, первоначально все гнёзда в разной степени недостроены, и только когда самка выберет подходящее для кладки гнездо, оно достраивается и выстилается изнутри. В качестве подстилки используются мох, кусочки шерсти и перья, но иногда подстилки может и не быть вовсе. Оставшиеся гнёзда попеременно используются самцом для ночлега.
У крапивников хорошо развита полигиния — то есть, на одного самца может приходиться две и более самки. Исследования, проводимые в Западной Европе, показали, что около половины всех самцов полигамны, тогда как в Северной Америке этот показатель несколько ниже. За сезон бывает одна или две кладки яиц, первая из которых в Центральной Европе приходится на апрель — май, а вторая — на июнь—июль. Как правило, кладка состоит из 5—7 белых с красноватыми пятнышками яиц размером (16—18) х (12—13) мм. Интенсивность крапления варьирует у различных подвидов, а у командорского крапивника (подвид T. t. pallescens) пятна отсутствуют вовсе. Насиживает одна самка, инкубационный период составляет 13—16 дней. Птенцы вылупляются голые и беспомощные. Ухаживают за ними оба родителя, однако в случае полигинии роль самца в этом процессе может заметно снизиться. Гнездо птенцы покидают довольно быстро, уже через 11—12 дней. В Евразии крапивники часто становятся жертвой обыкновенной кукушки (Cuculus canorus), которая подбрасывает им в гнездо свои яйца. По результатам наблюдений, проведённых в Северной Америке в условиях дикой природы, средняя продолжительность жизни крапивника составляет 4,1 года.

## Питание

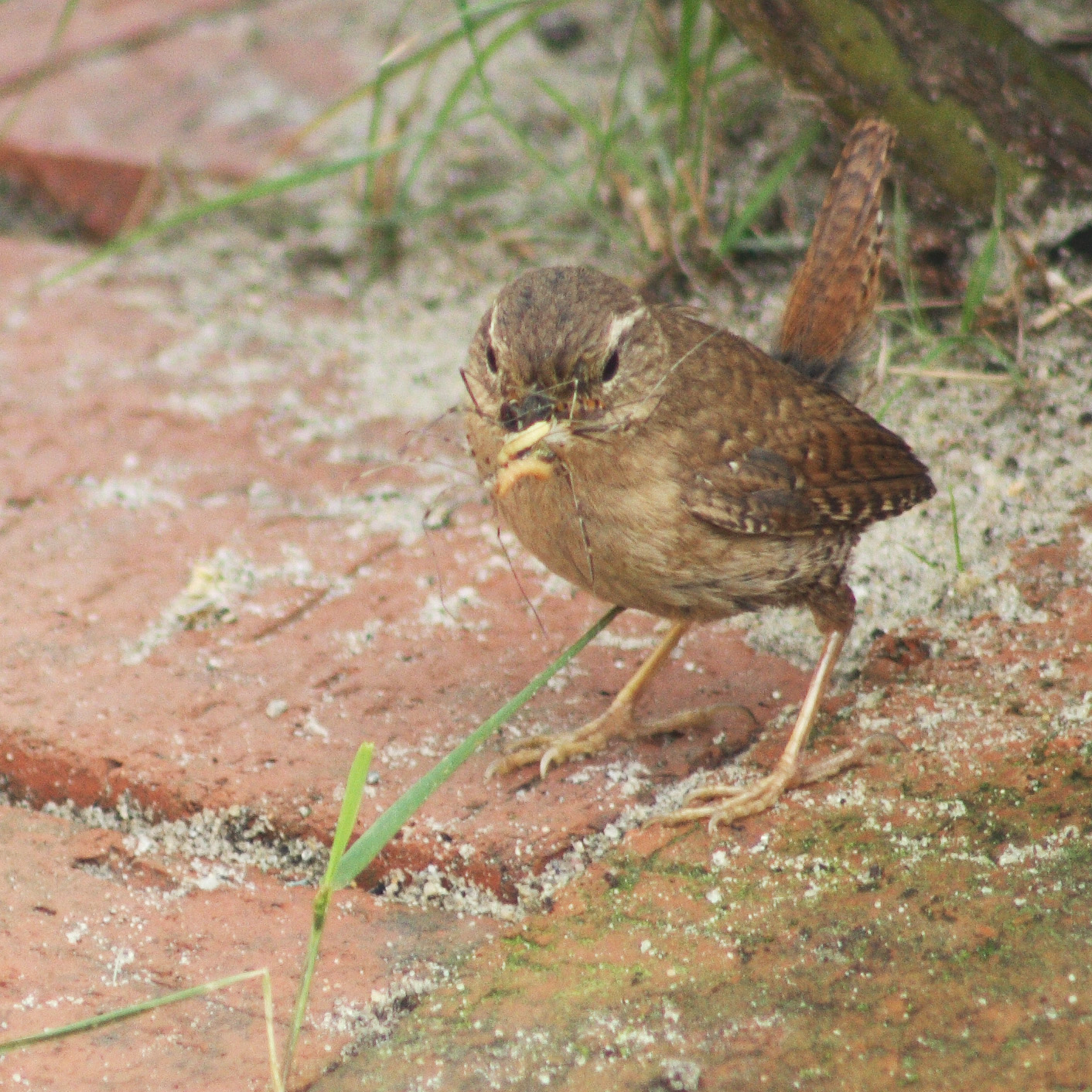
Основной корм крапивников — насекомые и другие беспозвоночные животные

Основу рациона крапивников составляют различные насекомые и другие беспозвоночные животные: кузнечики, жуки и их личинки, уховёртки, пауки, равноногие ракообразные, многоножки, мокрицы, улитки и т. п. Осенью, когда животного корма становится недостаточно, употребляют в пищу ягоды (чернику, бузину), семена некоторых растений и даже морские водоросли. В отличие от других видов семейства, крапивники иногда могут охотиться на головастиков и мелкую рыбу, бродя по мелководью наподобие болотных птиц. Корм добывают на земле, обшаривая сырые места, кучи хвороста, корни деревьев и заросли кустарников. Иногда сопровождают барсуков, собирая растревоженных ими насекомых.

## Крапивник и человек

### Экология и охрана
В целом популяция крапивников считается постоянной — этому способствуют как стабильность используемых ими ландшафтов, так и уживаемость с человеком. Некоторые подвиды, в особенности обитающие на островах, в отдельные годы испытывают значительные колебания численности — к ним, в частности, можно отнести подвиды T. t. mosukei с островов Ицу в Японии, T. t. hirtensis с архипелага Сент-Килда в Шотландии или T. t. fridariensis с острова Фэр (англ. Fair Isle). В Российской Федерации подвид T. t. dauricus включён в Красную книгу Бурятии (II категория), а подвид T. t. pallescens — в Красную книгу Севера Дальнего Востока России и Красную книгу России (III категория).

### Обычаи, легенды и фольклор

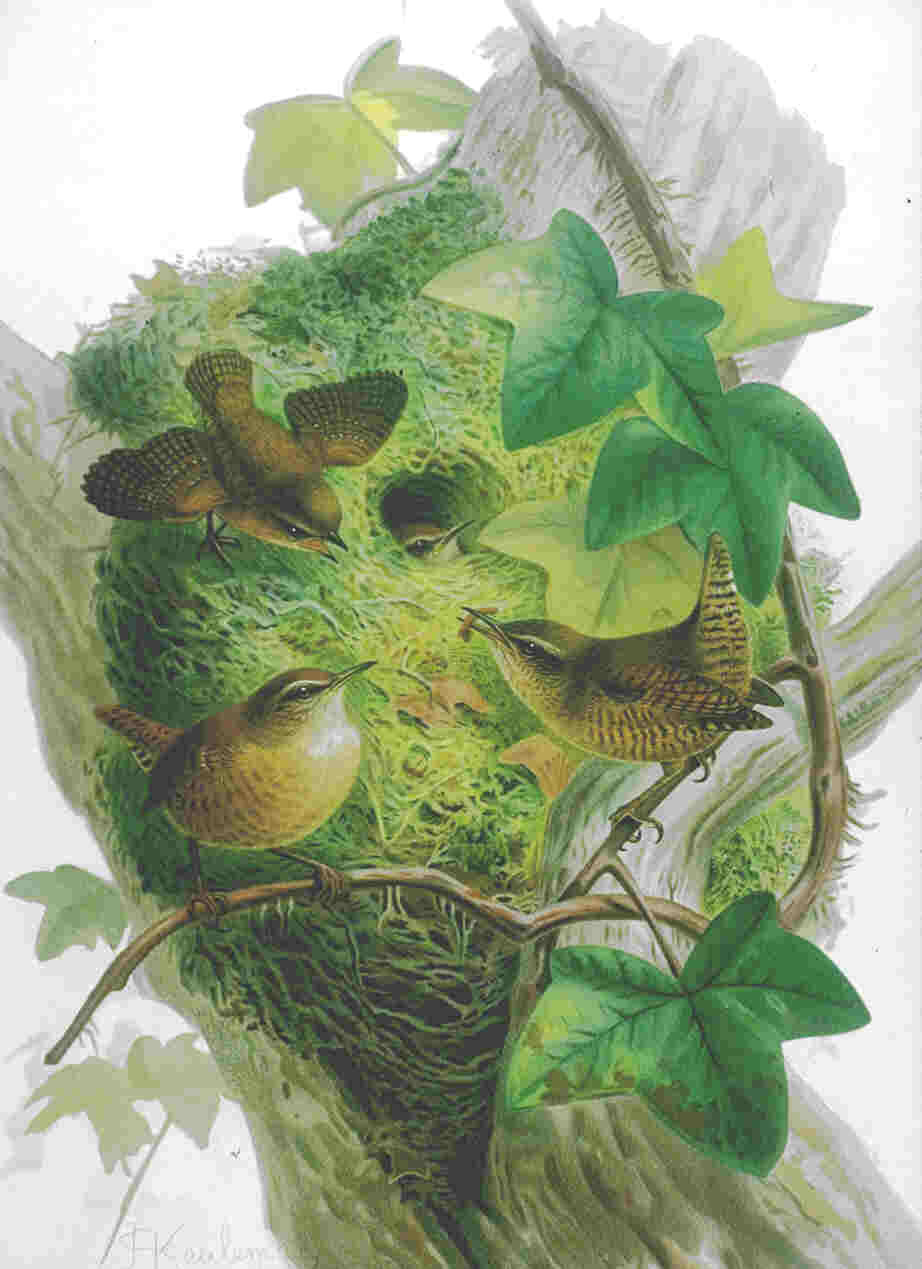
Иллюстрация XIX века

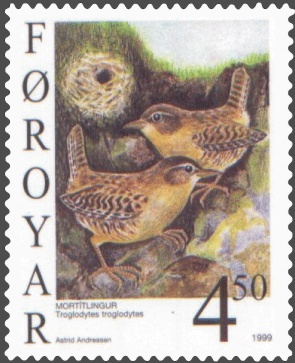
Марка Фарерских островов с изображением крапивника

Крапивник упоминается ещё в главе «Беззаботное скитание» (кит. упр. 逍遥遊) древнекитайского классического даосского трактата «Чжуан-цзы» (ок. 300 г. до н. э.). В Китае она считается искусной в построении гнезда, вероятно, поэтому её там называют «птица-мастерица» (кит. упр. 巧妇鸟).
Крапивник оставил большой след в культурном наследии самых разных народов Европы.
Римский писатель и биограф Гай Светоний Транквилл в своём труде «Жизнь двенадцати цезарей» описывает, что крапивник стал одним из многих предзнаменований убийства Юлия Цезаря, когда «в день перед Идами марта 44 года до рождества Христова в курию Помпей, преследуемый птицами из соседней рощи, влетел с веткой лавра и там же был растерзан».
У древних кельтов он считался священной птицей: ирландцы называли его «Drui-en», что буквально означало «птица друидов», то есть птица замкнутой касты жрецов и поэтов, а у древних валлийцев слово «Dryw» обозначало как друидов, так и самого крапивника. Кельты верили, что крапивник, которого ассоциировали с богом грома Таранисом, принёс людям с небес на Землю огонь, хотя и сжёг себе при этом крылья. Единственной птицей, не поделившейся с ним своими перьями, оказалась сова, и в наказание за это она стала вынуждена жить одна, поскольку другие птицы начали её сторониться. Жители острова Мэн верили, что крапивник когда-то был злым эльфом, превращённым в птицу, и совершали над ним ритуальное убийство. На День Святого Стефана (26 декабря) у ирландцев существовал обычай поймать и убить крапивника и подвесить его тушку на шесте, что символизировало уход Старого года. Согласно источникам XVIII века убитого крапивника водружали на специальные погребальные носилки и торжественно проносили через всё село. Процессия заканчивалась возле церковной ограды, где тушку птицы хоронили. Сходные обычаи существовали и в других частях Британских островов и во Франции.
В фольклоре многих народов Западной Европы широко известна притча о том, как крапивник стал «Царём птиц». Первоначальный источник этой притчи точно не определён, однако полагают, что первым её рассказчиком мог быть древнегреческий баснописец Эзоп. Суть притчи заключается в том, что разные птицы устроили между собой соревнование, кто из них взлетит выше других. Самой сильной птицей оказался орёл, и он поднялся в воздух выше всех. Однако у него в перьях спрятался маленький крапивник, и когда орёл в зените уже был готов объявить себя царём, крапивник оторвался от него и взлетел на несколько дюймов выше. След «королевского» происхождения крапивника дошёл до нас в названии этой птицы на нескольких европейских языках. Уже древнегреческие философы Аристотель и Плутарх называли эту птицу Basileus («король») или Basiliskos («королёк»). В современном немецком языке имеется более 400 диалектных синонимов крапивника, причём основные так или иначе имеют царский корень: например, слово «Zaunkönig» буквально означает «Царь оград». Немецкий оборот «jemand freut sich wie ein Zaunkönig» означает «петь от радости».
Крапивник оставил свой след и в русской классической литературе. В рукописном варианте «Сказки о рыбаке и рыбке» А. С. Пушкина имеются такие строки:

Перед ним вавилонская башня.

На самой на верхней на макушке

Сидит его старая старуха.

На старухе сорочинская шапка,

На шапке венец латынский,

На венце тонкая спица,

На спице Строфилус-птица.

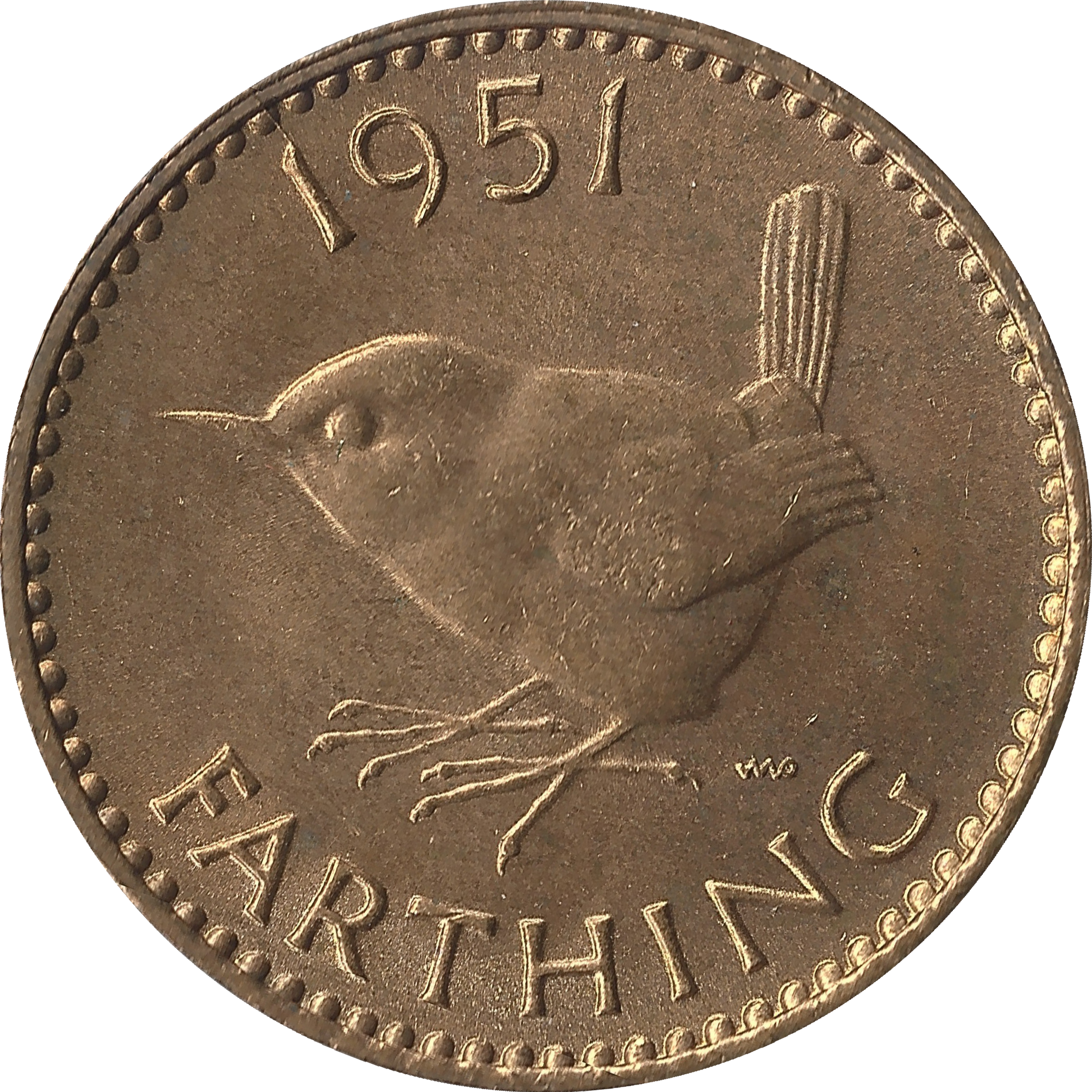
Британский фартинг 1951 г.

Поскольку ранее в русской литературе птица с таким именем не встречалась, русский литературовед М. Ф. Мурьянов провёл исследование на тему источника данного выражения. В результате учёный пришёл к выводу, что имя птицы Пушкин скорее всего позаимствовал из материалов средневековой латинской лексикографии, где оно упоминается как strofilus со ссылкой на английскую рукопись 1200 года, или правильнее trochilus — производное от ионийско-аттического слова τρόχίλός, которым древние именовали крапивника.
Изображение крапивника размещалось на английской монете в 1 фартинг с 1937 по 1956 год.

## Подвиды
| Подвид                                         | Распространение |
| ---------------------------------------------- | --- |
| T. t. troglodytes (Linnaeus, 1758)             | Континентальная Европа от Пиренейского п-ова на западе до Урала на востоке, Скандинавского п-ова на северо-востоке и Греции на юго-востоке |
| T. t. alascensis (Baird, 1869)                 | Острова Прибылова (Алеутские острова, США)                                                                                                 |
| T. t. borealis (Fischer, 1861)                 | Фарерские острова |
| T. t. cypriotes (Bate, 1903)                   | Кипр, Родос, Крит, Ливан |
| T. t. dauricus (Dubowski et Taczanowki, 1884)  | Южное Забайкалье, Маньчжурия, Уссурийский край, Корея, Южный Сахалин                                                                       |
| T. t. fridariensis (Williamson, 1951)          | Фэр-Айл (Великобритания) |
| T. t. fumigatus (Temminck, 1835)               | Острова Хонсю, Кюсю, Хоккайдо, Цусима, Ики (Япония); остров Чеджудо (Южная Корея)                                                          |
| T. t. hebridensis (Meinertzhagen, 1924)        | Внешние Гебриды (Великобритания) |
| T. t. helleri (Osgood, 1901)                   | Острова Кадьяк, Афогнак, Ресбери (США, у берегов Аляски)                                                                                   |
| T. t. hiemalis (Vieillot, 1819)                | Восточная часть Северной Америки (США, Канада)                                                                                             |
| T. t. hirtensis (Seebohm, 1884)                | Архипелаг Сент-Килда (Великобритания) |
| T. t. hyrcanus (Zarudny & Loudon, 1905)        | Малая Азия, Кавказ, Забайкалье, Северный и Восточный Иран                                                                                  |
| T. t. idius (Richmond, 1907)                   | Северные провинции Китая: Цинхай, сев. и центр. Ганьсу, Шаньси, сев. Шэньси, Шаньдун, юж. Хэбэй                                            |
| T. t. indigenus (Clancey, 1937)                | Великобритания, Ирландия |
| T. t. islandicus (Hartert, 1907)               | Исландия |
| T. t. juniperi (Hartert, 1922)                 | Северо-Западная Киренаика |
| T. t. kabylorum (Hartert, 1910)                | Северо-Западная Африка, Южная Испания, Балеарские острова                                                                                  |
| T. t. kiskensis (Oberholser, 1919)             | Алеутские острова (США) — между Крысьими островами и островами Амак и Амагат                                                               |
| T. t. koenigi (Schiebel, 1910)                 | Корсика (Франция), Сардиния (Италия) |
| T. t. kurilensis (Stejneger, 1889)             | Остров Шиашкотан, Северные Курильские острова                                                                                              |
| T. t. magrathi (Whitehead, CHT, 1907)          | Афганистан, Пакистан |
| T. t. meligerus (Oberholser, 1900)             | Остров Булдир и Крысьи острова (Алеутские острова, США)                                                                                    |
| T. t. mosukei (Momiyama, 1923)                 | Острова Ицу (Япония) |
| T. t. muiri (Rea, 1986)                        | Тихоокеанское побережье Орегона и Северной Калифорнии                                                                                      |
| T. t. neglectus (Brooks, WE, 1872)             | Кашмир (Индия) и Гималаи |
| T. t. nipalensis (Blyth, 1845)                 | Непал, индийский штат Сикким |
| T. t. obscurior (Rea, 1986)                    | Тихоокеанское побережье Центральной Калифорнии                                                                                             |
| T. t. ochroleucus (Rea, 1986)                  | Британская Колумбия (Канада), Аляска (США)                                                                                                 |
| T. t. ogawae (Hartert, 1910)                   | Остров Яку (Япония) |
| T. t. orii (Yamashina, 1938)                   | Острова Дайто (Япония) |
| T. t. pacificus (Baird, SF, 1864)              | Запад Северной Америки (США, Канада) |
| T. t. pallescens (Ridgway, 1883)               | Командорские острова |
| T. t. petrophilus (Oberholser, 1919)           | Аляска |
| T. t. pullus (Burleigh, 1935)                  | Восточная часть Северной Америки (США, Канада)                                                                                             |
| T. t. salebrosus (Burleigh, 1959)              | Штат Вашингтон (США), Британская Колумбия (Канада)                                                                                         |
| T. t. seguamensis (Gabrielson & Lincoln, 1951) | Алеутские острова Сегуам, Амукта и Юнаска                                                                                                  |
| T. t. semidiensis (Brooks, WP, 1915)           | Острова Семиди (Алеутские острова, США) |
| T. t. stevensoni (Oberholser, 1930)            | Штат Вашингтон (США), Британская Колумбия (Канада)                                                                                         |
| T. t. subpallidus (Zarudny & Loudon, 1905)     | Северо-восточный Иран, горы Паропамиз (Афганистан), Туркменистан                                                                           |
| T. t. szetschuanus (Hartert, E, 1910)          | Китай (провинции Ганьсу, Шэньси, Сычуань, Хубэй)                                                                                           |
| T. t. taivanus (Hartert, E, 1910)              | Тайвань |
| T. t. talifuensis (Sharpe, 1902)               | Китайская провинция Юньнань |
| T. t. tanagensis (Oberholser, 1919)            | Остров Амчитка (Алеутские острова, США) |
| T. t. tianschanicus (Sharpe, 1881)             | Тянь-Шань, Джунгарский Алатау, Тарбагатай, Саур                                                                                            |
| T. t. zagrossiensis (Zarudny & Loudon, 1908)   | Юго-Западный Иран |
| T. t. zetlandicus (Hartert, E, 1910)           | Шетлендские острова |